# Am Hof
Náměstí Am Hof je jedno z nejvýznamnějších historických náměstí v centru Vídně v Rakousku. 

## Situace
Leží mezi ulicemi Bognergasse, Naglergasse, Heidenschuss, Färbergasse, Judenplatz a Schulhof v nejstarším osídleném okrsku města. 

## Historie

Jihovýchodní fronta náměstí s kostelem

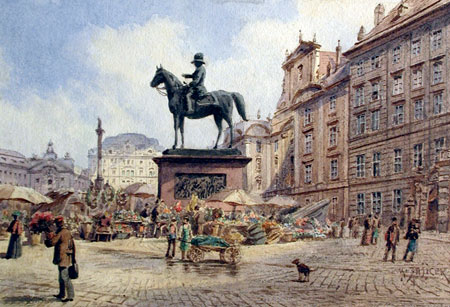
Radeckého pomník na náměstí Am Hof, obraz Karla Václava Zajíčka

V době pozdní antiky bylo součástí římského tábora Vindobona, fragmenty jeho kamenných staveb zde byly archeologicky zdokumentovány a od konce roku 2023 jsou prezentovány v úvodu nové expozice Muzea města Vídně. 
V raném středověku zůstalo prostranství neobydleno až do roku 1155/1156, kdy zde vévoda Jindřich Jasomirgott z rodu Babenberků vybudoval falc a přenesl do ní své sídlo z Klosterneuburgu. Falc nahradila za vlády krále Přemysla Otakara II. mohutná stavba hradu Hofburgu. Podle dosavadního dvora se i po zboření babenberské falce prostranství začalo nazývat Ve dvoře (Am Hof).
Měšťanská zástavba kolem tržiště byla zahájena na přelomu 12. a 13. století, navazovala bezprostředně na obě středověká židovská ghetta. Na dvoře se konaly rytířské turnaje i lidové veselice a vánoční trh (Christkindlmarkt) až do výstavby nové radnice a úpravy jejího parku v závěru 19̈. století.
Ferdinand I. roku 1554 povolal do zdejšího (v reformaci opuštěného) gotického kostela jezuity, kteří přistavěli školu (z níž zůstalo místní označení Schulhof). V roce 1607 kostel poničil požár, proto jezuité dali zbarokovat fasádu kostela a upravili interiér, zejména hlavní oltář (Andrea Pozzo) a pořídili zčásti dochované oltářní obrazy. Kostel se nazýval Horní jezuitský, pro odlišení od dolního Univerzitního kostela jezuitů. Po zrušení řádu v roce 1773 začal kostel sloužit armádě jako posádkový.
Od 13. do 14. století v koutě prostranství sídlila knížecí mincovna, přenesená z Kremže. Její budovu koncem 18. století nahradila klasicistní zbrojnice. 
6. srpna roku 1806 zde císař František I. vydal svou proklamaci, jíž zrušil Svatou říši římskou, a složil její korunu; stal se pouze císařem rakouským. 
Náměstí bylo od 13. března 1848 svědkem zahájení revolučních bojů měšťanů, kteří násilím otevřeli zbrojnici, vyzbrojili se a bojovali až do začátku října. 6. října 1848 zde byl chycen ministr války, hrabě Theodor Baillet de Latour, a mnoha revolucionáři popraven oběšením na lucerně veřejného osvětlení,  tím skončil krvavý závěr vídeňské revoluce. Replika původní lucerny se dochovala.
Roku 1892 byl před ministerstvo války instalován jezdecký pomník maršálka Josefa Václava Radeckého. Po přestěhování ministerstva války do nové budovy na Stubenring tam byl přestěhován i pomník. Dosavadní  budovu ministerstva na západní straně náměstí si dala přestavět rakouská zemská banka. Reprezentační část druhé budovy banky, obrácená do ulice Freyung, se nazývá Kunstforum a hostí příležitostné výstavy umění.

## Významné stavby a monumenty
- Kostel Am Hof - chrám Devítí kůrů andělských - původem gotickou stavbu z let 1386-1403 založili karmelitáni; průčelí a školu přistavěli jezuité a po jejich odchodu interiér s oltáři opět upraven v 19. století
- Sloup se sochou Panny Marie - barokní sloup P. Marie Immaculaty se čtyřmi archanděly; pískovcové originály soch z roku 1667 jsou nahrazeny bronzovými kopiemi
- Palác rodiny Collaltů.
- Bývalá měšťanská zbrojnice (nyní požární stanice)
- Dům U zlaté koule - barokní, s domovním znamením
- Märkleinský dům čp. 7 - barokní z roku 1730,  navrhl Johann Lucas von Hildebrandt
- V letech 1892-1912 zde stál naproti budově ministerstva války pomník maršálka Václava Josefa Radeckého, přestěhovaný po dostavbě nové budovy téhož minsterstva před ni na Stubenring.